# 昂克尔河畔博库尔
昂克尔河畔博库尔（法語：Beaucourt-sur-l'Ancre，法語發音：[bokuʁ syʁ lɑ̃kʁ]）是法国上法蘭西大區索姆省的一个市镇，属于佩罗讷区。

## 地理
昂克尔河畔博库尔（50°4'48"N, 2°41'9"E）面积3.51 平方千米，位于法国上法蘭西大區索姆省，该省份为法国北部沿海省份，北起加来海峡省和北部省，西接滨海塞纳省和大西洋英吉利海峡，南至瓦兹省，东临埃纳省。
与昂克尔河畔博库尔接壤的市镇（或旧市镇、城区）包括：皮雪、博蒙阿梅勒、格朗库尔、蒂耶普瓦勒。

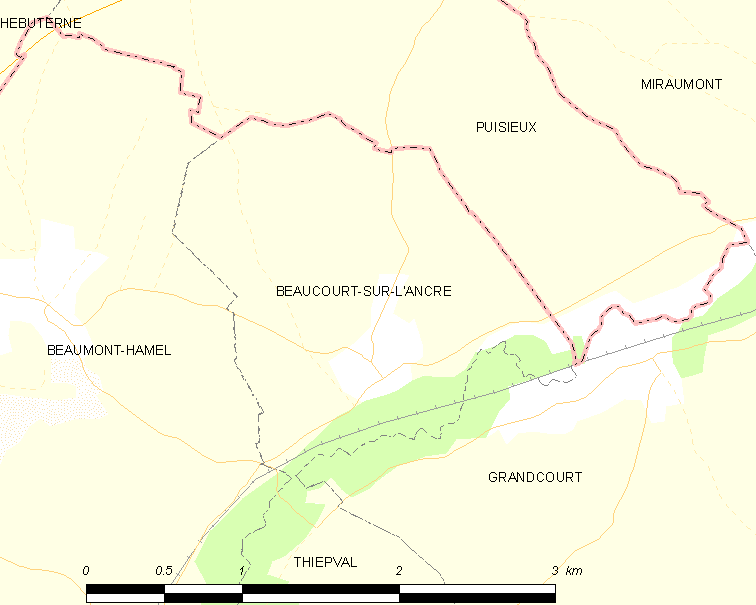
昂克尔河畔博库尔的OSM定位图

昂克尔河畔博库尔的时区为UTC+01:00、UTC+02:00（夏令时）。

## 行政
昂克尔河畔博库尔的邮政编码为80300，INSEE市镇编码为80065。

## 政治
昂克尔河畔博库尔所属的省级选区为阿尔贝县。

## 人口

1962-2008年间昂克尔河畔博库尔人口变化图示

昂克尔河畔博库尔于2022年1月1日时的人口数量为89人。